# 兵藤るり
兵藤 るり（ひょうどう るり）は日本の脚本家。

## 略歴
お茶の水女子大学理学部数学科に進学するが、映像作品が好きなことを理由に続けていたシナリオの勉強がとても楽しかったことから尊敬する脚本家の坂元裕二が教習を担当している東京藝術大学大学院への進学をするために大学を退学している。
東京藝術大学大学院映像研究科映画専攻脚本領域修了。同大学院において坂元裕二のゼミに所属。
2020年、脚本家デビュー。
2021年、『名もがりの町』で第49回創作ラジオドラマ大賞にて佳作を受賞。
2022年、WDRプロジェクト メンバー選出。
2025年、『マイダイアリー』で第43回向田邦子賞を受賞。最終選考会では満場一致で選出された。

## 主な作品

### テレビドラマ
- 就活生日記（NHK総合）
  - 2020年版（2020年3月9日 - 3月13日）
  - 2021年版（2021年1月11日 - 2月1日）
- Living（2020年5月30日、NHK総合）※第2話脚本協力
- それでも愛を誓いますか?（2021年10月3日 - 2021年12月12日、朝日放送テレビ・テレビ朝日）※第1・6・7話・脚本、最終話（第10話）・共同脚本
- プロジェクトエイリアン（2021年、NHK総合）‐構成
- おいハンサム!!（2022年1月8日 - 2月26日、東海テレビ・フジテレビ）※脚本協力
- 恋に無駄口（2022年4月17日 - 6月19日、朝日放送テレビ・テレビ朝日）※第3・7話・脚本
- 初恋の悪魔（2022年9月3日 - 9月24日、日本テレビ）※7話〜10話脚本協力
- NHKスペシャル 『超・進化論』（2022年11月06日）※第1集ドラマパート脚本 
  - 生きもの“超・進化論”ワールド 〜キッズ&ティーンズ特別編〜（2023年1月7日）※ドラマパート脚本
- わたしの一番最悪なともだち（2023年8月21日 - 10月12日、NHK総合）
- マイダイアリー（2024年10月20日 -　、朝日放送テレビ・テレビ朝日）

### 配信ドラマ
- #リモラブ 〜普通の恋は邪道〜・スピンオフドラマ『恋愛進化論』（2020年11月4日　‐　12月23日、Hulu）
- 大豆田とわ子と三人の元夫・チェインストーリー『大豆田とわ子を知らない三人の男たち』（2021年4月13日 　‐　6月15日、GYAO!）※第1・2・6・7・10話・脚本
- 初恋の悪魔・スピンオフドラマ『初恋の悪魔-4人はリビングで推理する-』第2弾（2022年8月24日、Hulu）

### ラジオドラマ
- FMシアター（NHK-FM）
  - 名もがりの町（2021年6月5日）
  - 僕の夢はアナウンサー（2022年2月5日）
  - 面影（2022年4月16日）
  - 鮫人の家（2025年1月25日）
  - オアシス（2025年4月16日）
- 青春アドベンチャー『かおる、ストーリーボックス』 第4話「二人のかおり」（2022年5月12日、NHK-FM）
- 特集オーディオドラマ『真夜中のプラネタリウム』（2022年12月24日、NHK-FM）
- アマチュアたちのM-1グランプリ　変ホ長調編（2022年11月19日、ABCラジオ）

## 受賞
- 第49回創作ラジオドラマ大賞・佳作
- 第43回向田邦子賞（『マイダイアリー』）[2][3]